# Palazzia ramosa
Palazzia ramosa är en snäckart som först beskrevs av Powell 1940.  Palazzia ramosa ingår i släktet Palazzia och familjen Skeneidae. Inga underarter finns listade i Catalogue of Life.